# Чарльз Кіндлбергер
Чарльз Кіндлбергер (англ. Charles Poor Kindleberger, 12 жовтня 1910, Нью-Йорк, США — 7 липня 2003, Кембридж, Массачусетс, США) — американський економіст, спеціаліст з питань міжнародної економіки, міжнародних фінансів і історії економіки.

## Життєпис
Чарльз Кіндлбергер народився в Нью-Йорку 12 жовтня 1910 Закінчив школу в Кенті 1928, а в 1932 здобув ступінь бакалавра Пенсильванського університету. Магістр (1934) і доктор філософії (1937) Колумбійського університету.
Улітку 1931 він подорожував Європою та відвідував семінар, який проводив Сальвадор де Мадаріага, але, коли останнього було призначено послом Іспанії в США, Кіндлбергер відвідував лекції в Інституті міжнародних досліджень у Женеві під керівництвом сера Альфреда Циммерна.

### Казначейство
Під час написання дисертації Кіндлбергер був тимчасово працевлаштований у міжнародному підрозділі Казначейства США під керівництвом Гаррі Декстера Вайта. Потім він приєднався до Федерального резервного банку Нью-Йорка на повний робочий день (1936—1939). Згодом працював у Банку міжнародних розрахунків у Швейцарії (1939—1940), у Раді керівників Федеральної резервної системи (1940—1942) у Вашингтоні. Під час Другої світової війни служив в Управлінні стратегічних служб (OSS), 1944 року нагороджений Бронзовою зіркою, 1945 — орденом «Легіон пошани». З 1945 до 1947 був начальником відділу економічних питань Німеччини та Австрії Державного департаменту США.

### План Маршалла
Кіндлбергер був провідним архітектором плану Маршалла. У 1945—1947 роках він працював у Державному департаменті на посаді виконувача обов'язків директора Управління політики економічної безпеки, а в 1947–48 рр. — радником Європейської програми відновлення.
Він розповів про свою цілодобову роботу з розробки та запуску плану Маршалла з особливою пристрастю в інтерв'ю 1973 року:
|  | Ми усвідомлювали велике почуття хвилювання щодо плану. Сам Маршалл був чудовою, чудовою людиною — смішною, дивною, але чудовою — олімпійкою у своїй моральній якості. Ми залишалися б цілу ніч, ніч за ніччю. Перша робота, яку я знаю з економіки на комп'ютерах, використовувала комп’ютери Пентагону вночі для плану Маршалла. У мене було величезне відчуття задоволення від настільки великої роботи над цим |

### Академія
Після 1948 року Кіндлбергер був призначений професором міжнародної економіки на MIT. Пішов у відставку зі штатної посади 1976 року та продовжував працювати старшим викладачем до повного звільнення з викладання 1981 року.
Він брав участь у робочих групах Ради з питань зовнішніх зв'язків.
Пізніше обійняв посаду професора економіки кафедри імені Форда у Массачусетському технологічному інституті.

### Особисте життя
Кіндлбергер був одружений з Сарою Майлз Кіндлбергер з 1937 року до її смерті 1997 року (59 років). У них було четверо дітей: Чарльз П. Кіндлбергер III, Річард С. Кіндлбергер (репортер Бостонського глобуса), Сара Кіндлбергер та Е. Рендалл Кіндлбергер.
Він помер від інсульту 7 липня 2003 року в Кембриджі, штат Массачусетс.

## Відзнаки
- 1944 р. — Бронзова зірка
- 1945 р. — Легіон заслуги
- 1966 р. — доктор наук, Паризький університет
- 1977 р. — доктор наук, університет в Генті
- 1978 р. — премія Б. Хармса, Інститут вільсвіртшафтів, Кіль
- 1983 р. — премія А. Сміта
- 1984 р. — доктор наук. н. е., Університет Пенсильванії
- 1985 р. — Президент Американської економічної асоціації
- 1989 р. — дворічна медаль, Джорджтаунський університет

## Чарльз Кіндлбергер і теоріягегемонічноїстійкості
У своїй книзі 1973 та 1986 рр. «Світ у депресії 1929—1939 рр.» (University of California Press, 1986) Кіндлбергер висуває інтернаціоналістський погляд на причини та характер Великої депресії. На його думку, світовий гегемон необхідний для стабільної світової економіки. Причину тривалості та глибини депресії він вбачає у нерішучості США щодо взяття на себе керівництва світовою економікою. Чарльз Кіндлбергер робить висновок про те, що для стабілізації світової економіки повинен бути глобальний стабілізатор, у ролі якого він бачить саме США. В останньому розділі «Пояснення депресії 1929 року» Кіндлбергер перераховує п'ять обов'язків, які США повинні були б взяти на себе для стабілізації світової економіки:
1. підтримання відносно відкритого ринку товарів;
2. надання стабільного, довгострокового кредитування;
3. відносна стабілізація валютних курсів;
4. забезпечення координації макроекономічної політики країн;
5. роль кредитора останньої інстанції задля забезпечення ліквідності під час фінансової кризи.

Кіндлбергер дуже скептично ставився до монетаристського погляду Мілтона Фрідмана та Анни Шварц щодо причин депресії, вважаючи такий підхід занадто вузьким і таким, що випускав з поля зору те, що він характеризував як «випадкову» чи «побічну» інтерпретацію Пола Самуельсона. Джон Кеннет Гелбрейт назвав «Світ у депресії» найкращою книгою на цю тему.

## Науковий внесок
Кіндлбергер написав 30 книг, першу — «Міжнародні короткотермінові рухи капіталу» 1937 року, а інші 29 — починаючи з 1950 року.
Як економічний історик Кіндлбергер використовував наративний підхід до знань, а не спираючись на математичні моделі, щоб довести свою думку. У передмові до Великої депресії 1929—1939 рр. він написав: «Це історія просто розказана, без таблиць квадратів …»
Його книгу «Манії, паніка та збої» досі широко використовують у програмах «Магістр ділового адміністрування» в США.
Написав разом зі співавторами підручник «Міжнародна економіка».
Основною темою досліджень у галузі міжнародних фінансів була ідея про те, що світова фінансова система є ієрархічною структурою, у якій певна провідна країна повинна виступати як кредитор останньої інстанції з метою забезпечення глобальної фінансової стабільності аналогічно центральному банку в окремій країні. У 1950-ті і 60-ті роки таку роль відігравали США. У 1970-ті роки виникли обставини, що могли покласти край діяльності США як кредитора останньої інстанції, що призвело до нестабільності світової фінансової системи.
Спочатку Кіндлбергер був єдиним автором книги «Світові фінансові кризи. Манії, паніки і крахи», але після його смерті її видали з доповненнями професора Алібера, внесок якого полягає в тому, що він посилив фокус на ідеях Хаймана Мінські і описав події кінця 20 — початку 21 століття.

## Основні твори
- «Економічний розвиток» (англ. Economic Development, 1958);
- «Європа і долар» (англ. Europa and the Dollar, 1966);
- «Всесвітня депресія, 1929—1939» (англ. The World in Depression 1929—1939, 1971);
- «Манії, паніки і крахи» (англ. Manias, Panics and Crashes, 1978);
- «Історія фінансів Західної Європи» (англ. A Financial History of Western Europe, 1984);
- «Світова економічна першість: 1500—1990» (англ. World Economic Primacy: 1500—1990, 1996);
- «Економічні закони та економічна історія» (англ. Economic Laws and Economic History, 1997).

## Пам'ять
На честь заслуг вченого в MIT заснована «кафедра професора прикладної економіки Чарльза Кіндлбергера».